# Premna cowanii
Premna cowanii là một loài thực vật có hoa trong họ Hoa môi. Loài này được Hatus. ex Moldenke miêu tả khoa học đầu tiên năm 1954.